# سید محمدعلی حسینی
سید محمدعلی حسینی (زادهٔ ۱۲ اردیبهشت ۱۳۴۰) دیپلمات و سیاستمدار ایرانی است که سخنگوی سابق وزارت امور خارجه (ایران) و همچنین سفیر پیشین جمهوری اسلامی ایران در کشور ایتالیا و پاکستان بوده‌است.
وی دانش آموخته ی کارشناسی علوم پایه از دانشگاه بنگلور هند است. او نیز دارای مدرک کارشناسی حقوق و مبانی فقه و کارشناسی ارشد روانشناسی است.
حسینی فعالیت شغلی خود را از اواخر سال ۱۳۶۸ در وزارت امور خارجه (ایران) آغاز کرد. او از سال ۱۳۸۵ تا سال ۱۳۸۷  سخنگوی وزارت امور خارجه (ایران) و همچنین از سال ۱۳۸۶ تا سال ۱۳۸۷ سرپرست معاونت آسیا-اقیانوسیه وزارت امورخارجه را بر عهده داشت. او در سال های ۱۳۸۷ تا سال ۱۳۸۸ معاون حقوقی و بین الملل وزیر امور خارجه بود. وی در فاصله ی سال ۱۳۸۸ تا سال ۱۳۹۲  به عنوان سفیر ایران در ایتالیا و از سال ۱۳۹۸ تا سال ۱۴۰۲ سفیر ایران در پاکستان فعالیت می کرد.

## زندگی نامه
سید محمد علی حسینی در ۱۲ اردیبهشت سال ۱۳۴۰ در خانواده ای مذهبی و اصیل در تهران زاده شد. او اصالتاً تهرانی است.پدربزرگ وی از تجار بسیار موفق بود. پدر او از معتمدین بازار و زمینه ی کسب و کارشان پوست و سالامبور بود و سال های متمادی به عنوان رئیس این اتحادیه مشغول به فعالیت بود. وی در سال ۱۳۵۹ با دختر آیت الله سید محمد جواد موسوی بجنوردی که از نوادگان سید ابوالحسن اصفهانی است ازدواج کرد ؛ آن ها دارای ۳ فرزند دختر هستند.

## سوابق شغلی
1. سفیر ایران در پاکستان (از ۱۳۹۸ تا ۱۴۰۲)
2. عضو شورای راهبردی روابط خارجی وزارت امور خارجه( از ۱۳۹۶ تا ۱۳۹۸)
3. دستیار وزیر امورخارجه (از ۱۳۹۶ تا ۱۳۹۸)
4. مدیرکل اروپا و آمریکای مجمع جهانی تقریب مذاهب اسلامی ( از ۱۳۹۵ تا ۱۳۹۶)
5. مشاور دبیر مجمع تشخیص مصلحت نظام و مدیرکل امور بین الملل (از ۱۳۹۴ تا ۱۳۹۵)
6. مشاور وزیر و معاون دیپلماسی رسانه ای مرکز دیپلماسی عمومی ( از ۱۳۹۳ تا ۱۳۹۴)
7. کارشناس ارشد حوزه وزیر( از ۱۳۹۲ تا ۱۳۹۳)
8. سفیر ایران در ایتالیا ( از ۱۳۸۸ تا ۱۳۹۲)
9. معاون حقوقی و اموربین الملل وزارت امور خارجه (از ۱۳۸۷ تا ۱۳۸۸)
10. سرپرست معاونت آسیا و اقیانوسیه (از۱۳۸۶ تا ۱۳۸۷)
11. سخنگوی وزارت امور خارجه (ایران) (از۱۳۸۵ تا ۱۳۸۷)
12. مدیرکل ارزیابی و نظارت وزارت امورخارجه (از ۱۳۸۴ تا ۱۳۸۵)
13. معاون سفارت ایران در ازبکستان ( از۱۳۷۹ تا ۱۳۸۳)
14. دبیرشورای مشاورین وزیر ( از ۱۳۷۸ تا ۱۳۷۹)
15. معاون کمیته اقتصادی لبنان ( از ۱۳۷۷ تا ۱۳۷۸)
16. معاون اداره اول خاورمیانه عربی ( از ۱۳۷۶ تا ۱۳۷۷)
17. معاون سفارت ایران در سوریه ( از۱۳۷۲ تا ۱۳۷۶)
18. معاون سفارت ایران در اردن ( از ۱۳۷۱ تا ۱۳۷۲)
19. معاون اداره نمایندگی های خارجی ( از ۱۳۶۹ تا ۱۳۷۱)